# Aksana Zalatarova
Aksana Zalatarova (* 18. Februar 1984) ist eine israelische Gewichtheberin.

## Karriere
Die aus Belarus stammende Zalatarova nahm 2002 erstmals an Weltmeisterschaften teil, bei denen sie in der Klasse bis 58 kg Platz 17 belegte. 2006 erreichte sie bei den Europameisterschaften in der Klasse bis 69 kg den vierten und bei den Weltmeisterschaften den 15. Platz. Bei den Europameisterschaften 2007 wurde sie Sechste. Im selben Jahr wurde sie allerdings wegen eines Dopingverstoßes bis 2009 gesperrt. 2012 startete sie erstmals für Israel und wurde bei den Weltuniversitätsmeisterschaften Siebte in der Klasse bis 53 kg. Bei den Europameisterschaften 2014 in Israel war sie Achte.